# 天门冬属未命名物种“A”
天门冬属未命名物种“A”(学名:Asparagus sp. nov. A)是天门冬科天门冬属下的一种植物。它们是也门的特有种。其栖息地位于亚热带或热带干燥的森林中。